# Adam Röder (Politiker, 1858)

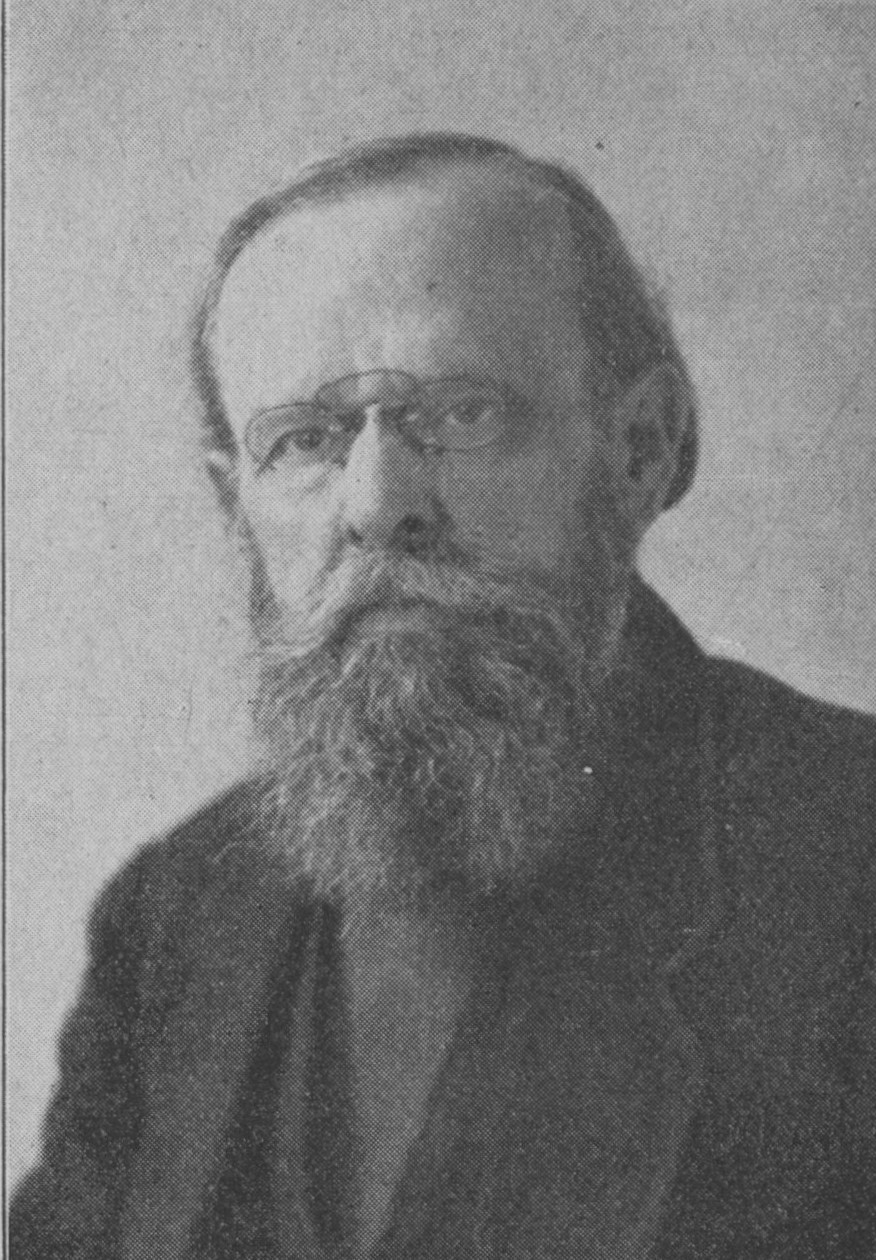
Adam Röder, um 1927

Adam Röder (* 15. November 1858 in Kirchheim; † 2. April 1937 in Karlsruhe) war ein deutscher Politiker und Mitglied der Deutschen Zentrumspartei. 

## Leben und Wirken
Röder besuchte die Volksschule und das Gymnasium. Röder studierte bis zu seinem 23. Lebensjahr Ingenieurwissenschaften, Volkswirtschaft und Literatur. Danach begann er als Zeitungsredakteur zu arbeiten. Er schrieb nacheinander neun Jahre lang für den Hildesheimer Kurier, neun Jahre für die Badische Landpost in Karlsruhe und neun Jahre als Chefredakteur des Rheinischen Kuriers in Wiesbaden. Im Anschluss an eine vierjährige Tätigkeit als Leiter der Deutschen Reichspost in Stuttgart wurde Röder 1913 Herausgeber der von ihm gegründeten Süddeutschen Conservativen Correspondenz.
Bei den Reichstagswahlen vom Mai 1924 zog Röder als Reichswahlvorschlag des Zentrums in den Reichstag der zweiten Legislaturperiode der Weimarer Republik ein. Nachdem sein Mandat bei den Wahlen vom Dezember 1924 bestätigt wurde, gehörte er dem deutschen Parlament insgesamt vier Jahre lang bis zum Mai 1928 an. Innerhalb des Zentrums tat Röder sich vor allem als Befürworter der Politik Joseph Wirths hervor.

## Schriften
- Der Schmied von Ruhla, Mainz 1919.
- Der evenagelisch soziale Kongress zu Frankfurt am Main, 1895.
- Der Austritt Stöckers aus der Konservativen Partei, Karlsruhe 1896.
- Ein neues Reichstagswahlrecht, Berlin 1896.
- Salome, Wiesbaden 1906.
- Reisebilder aus Amerika, Berlin 1906.
- Konservative Zukunftspolitik, Karlsruhe 1918.
- Der Deutsche Konservatismus und die Revolution, Gotha 1920.
- Reaktion und Antisemitismus, Berlin 1922.
- Der Weg des Zentrums, Berlin 1925.